# Nintendo 3D Classics
Nintendo 3D Classics es una serie de remasters de juegos de Famicom  para Nintendo 3DS, desarrollada por Arika y publicada por Nintendo añadiendo la funcionalidad 3D estereoscópica añadiendo características actualizadas, conservando su estilo artístico.

## Desarrollo
La serie fue desarrollada por Arika y publicada por Nintendo. la serie tuvo por director a Takao Nakano del Departamento de Planificación Especial y Desarrollo de Nintendo. El desarrollo de la serie comenzó en 2009, comenzando con el shot em up de Namco Bandai Games Xevious. durante el desarrollo Subestimaron la cantidad de adaptaciones y modificaciones al código necesario para agregar 3D estereoscópico a un juego 2D, lo que requiere mucho más trabajo que un simple port. Arika intentó desarrollar una versión 3D Classics deTennis de NES/Famicom porque el fondo tenía perspectiva, pero durante el desarrollo se descubrió que no lucía impresionante en 3D y requirió recodificar la detección de colisiones casi desde cero, pero el juego se terminó cancelando.

## Publicación
3D Classics se anunciaron como juegos de lanzamiento para la  Nintendo eShop, el juego de motos Excitebike se vendió de forma gratuita por tiempo limitado antes de convertirse en un juego de paga.

## Recepción
Chris Buffa de Modojo criticó los juegos de la serie 3D Classics por que los remakes que se usaron eran juegos poco interesantes, comentando que la línea 3D Classics debería centrarse en títulos importantes como Super Mario Bros., Donkey Kong, The Legend of Zelda y Metroid.

## Lista de juegos
Todos los los juegos de la serie fueron publicados por Nintendo y desarrollados por Arika.
| Título            | Sistema original | Lanzamiento original | Japón                | América del norte        | Europa                   | Australia                |
| ----------------- | ---------------- | -------------------- | -------------------- | ------------------------ | ------------------------ | ------------------------ |
| Excitebike        | NES              | 1984                 | 07 de junio de 2011  | 06 de junio de 2011      | 07 de junio de 2011      | 07 de junio de 2011      |
| Kid icarus        | NES              | 1986                 | 18 de enero de 2012  | 19 de abril de 2012      | 02 de febrero de 2012    | 12 de abril de 2012      |
| Kirby's Adventure | NES              | 1993                 | 25 de abril de 2012  | 17 de noviembre de 2011  | 17 de noviembre de 2011  | 17 de noviembre de 2011  |
| TwinBee           | NES              | 1986                 | 10 de agosto de 2011 | 22 de septiembre de 2011 | 22 de septiembre de 2011 | 22 de septiembre de 2011 |
| Urban Champion    | NES              | 1984                 | 13 de julio de 2011  | 18 de agosto de 2011     | 18 de agosto de 2011     | 18 de agosto de 2011     |
| Xevious           | Arcade           | 1982                 | 07 de junio de 2011  | 21 de julio de 2011      | 21 de julio de 2011      | 21 de julio de 2011      |